# Bitrunchiere

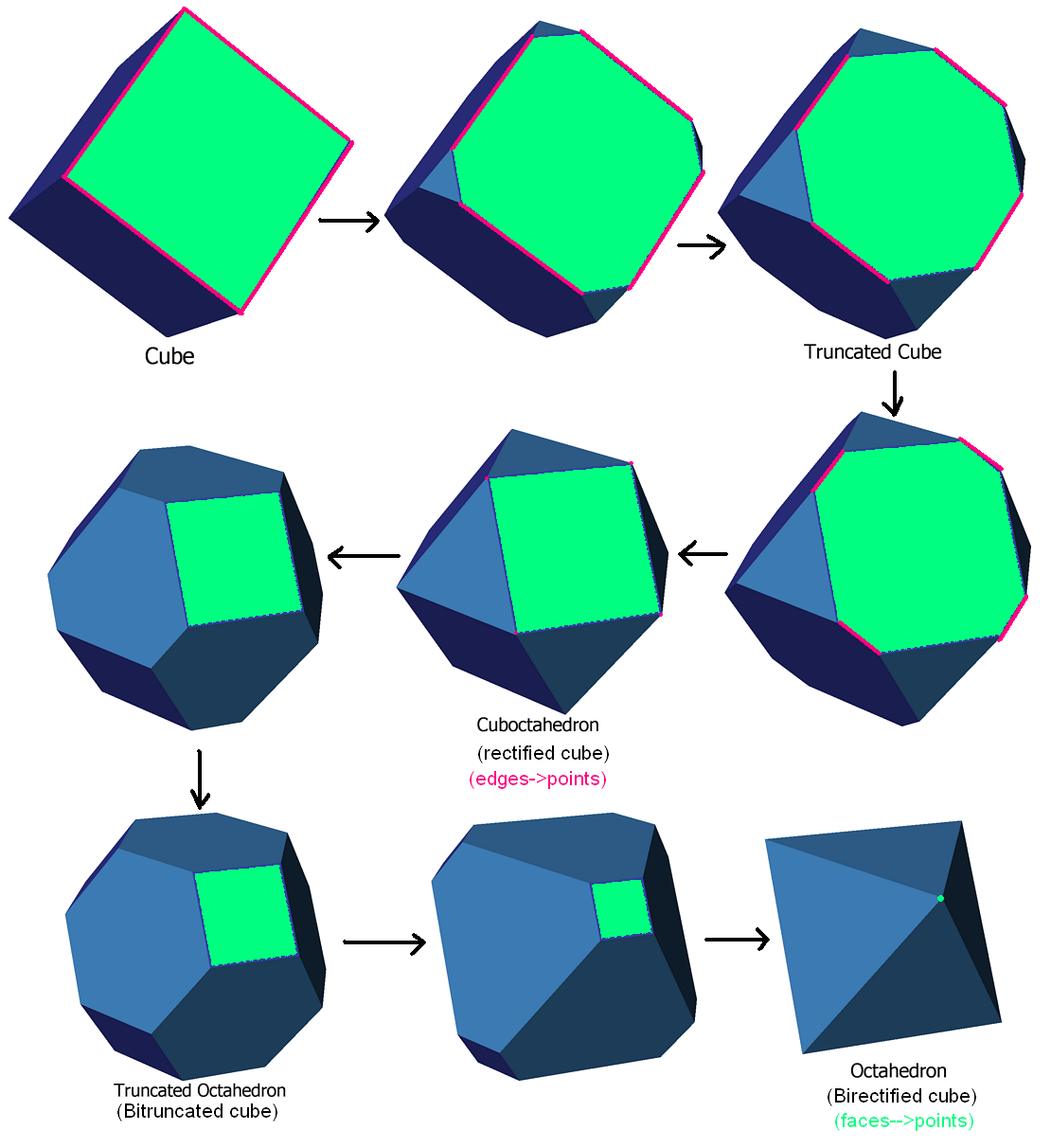
Un cub bitrunchiat este un octaedru trunchiat

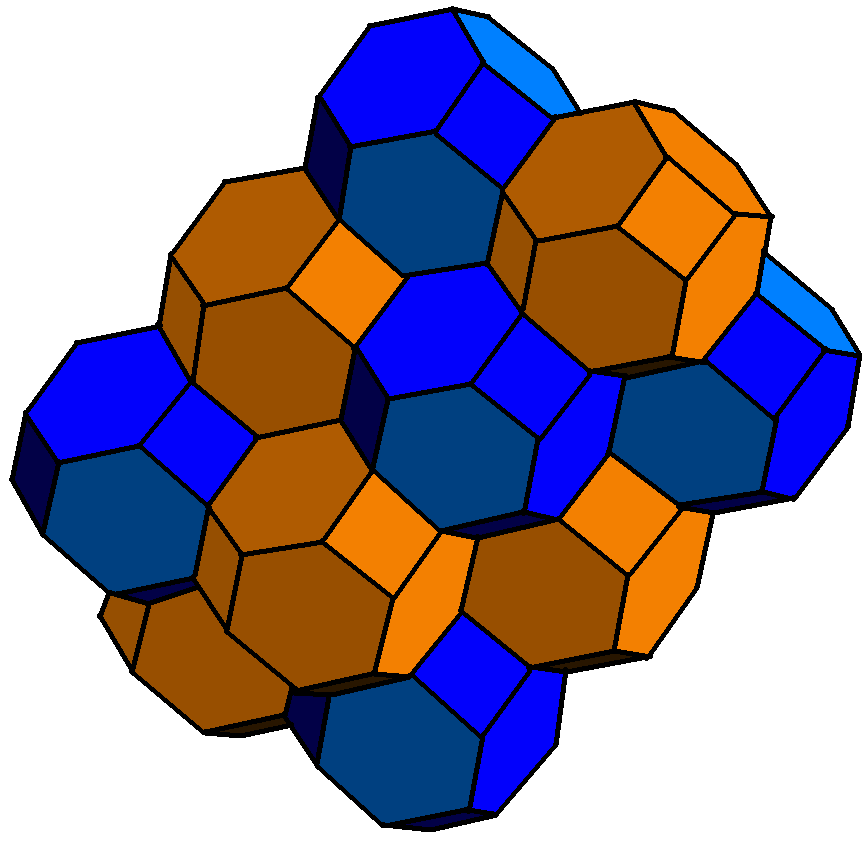
La un fagure cubic bitrunchiat celulele cubice devin octaedre trunchiate portocalii, iar vârfurile sunt înlocuite cu octaedre trunchiate albastre

În geometrie o bitrunchiere este o operație pe politopuri regulate. Reprezintă o trunchiere dincolo de rectificare. Laturile inițiale se pierd complet, iar fețele inițiale rămân sub forma de copii mai mici ale lor.
Politopurile regulate bitrunchiate pot fi reprezentate printr-o notație cu simboluri Schläfli extinse t1,2{p,q,...} sau 2t{p,q,...}.

## La poliedrele și pavările regulate
La poliedrele regulate (adică 3-politopuri regulate), o formă bitrunchiată este poliedrul dual trunchiat. De exemplu, un cub bitrunchiat este un octaedru trunchiat.

## La 4-politopurile regulate și la faguri
La un 4-politop regulat, o formă bitrunchiată este un operator dual simetric. Un 4-politop bitrunchiat este același cu dualul bitrunchiat și va avea o simetrie dublă dacă 4-politopul inițial este autodual.
Un politop regulat (sau fagure) {p, q, r} va avea celulele {p, q} bitrunchiate la celule {q, p} trunchiate, iar vârfurile sunt înlocuite cu celule trunchiate {q, r}.

### 4-politopuri/faguri autoduali {p, q, p}
Un rezultat interesant al acestei operații este că 4-politopurile {p, q, p} (și fagurii) autoduali rămân tranzitivi pe celule după bitrunchiere. Există 5 astfel de forme care corespund celor cinci poliedre regulate trunchiate: t{q,p}. Doi sunt faguri pe 3-sferă, unul este un fagure în spațiul euclidian tridimensional și doi sunt faguri în spațiul hiperbolic tridimensional.
| Spațiu                           | 4-politop sau fagure                                                               | Simbol Schläfli Diagramă Coxeter–Dynkin | Tip celulă           | Imagine celulă | Figura vârfului |
| -------------------------------- | ---------------------------------------------------------------------------------- | --------------------------------------- | -------------------- | -------------- | --------------- |
| {\displaystyle \mathbb {S} ^{3}} | 5-celule bitrunchiat (10-celule) (4-politop uniform)                               | t1,2{3,3,3} ·                           | Tetraedru trunchiat  |                |                 |
| {\displaystyle \mathbb {S} ^{3}} | 24-celule bitrunchiat (48-celule) (4-politop uniform)                              | t1,2{3,4,3} ·                           | Cub trunchiat        |                |                 |
| {\displaystyle \mathbb {E} ^{3}} | Fagure cubic bitrunchiat (Fagure convex euclidian uniform)                         | t1,2{4,3,4} ·                           | Octaedru trunchiat   |                |                 |
| {\displaystyle \mathbb {H} ^{3}} | Fagure icosaedric bitrunchiat (Fagure uniform în spațiul hiperbolic)               | t1,2{3,5,3} ·                           | Dodecaedru trunchiat |                |                 |
| {\displaystyle \mathbb {H} ^{3}} | Fagure dodecaedric de ordinul 5 bitrunchiat (Fagure uniform în spațiul hiperbolic) | t1,2{5,3,5} ·                           | Icosaedru trunchiat  |                |                 |